# Sōichi Tanaka
Sōichi Tanaka (japanisch 田中 奏一 Tanaka Sōichi; * 27. Juni 1989 in Tokio, Präfektur Tokio) ist ein japanischer Fußballspieler.

## Karriere
Tanaka erlernte das Fußballspielen in der Jugendmannschaft vom FC Tokyo und der Universitätsmannschaft der Keiō-Universität. Seinen ersten Vertrag unterschrieb er 2012 bei Fagiano Okayama. Der Verein spielte in der zweithöchsten Liga des Landes, der J2 League. Für den Verein absolvierte er 91 Ligaspiele. 2018 wechselte er zum Drittligisten Kagoshima United FC. 2018 wurde er mit dem Verein Vizemeister der dritten Liga und stieg in die zweite Liga auf. Am Ende der Saison 2019 stieg der Verein wieder in die dritte Liga ab. Nach insgesamt 69 Zweit- und Drittligaspielen wechselte er im Januar 2021 nach Nara zum Viertligisten Nara Club. Am Ende der Saison 2022 feierte er mit dem Verein die Meisterschaft und den Aufstieg in die dritte Liga. Für Nara bestritt er 41 Ligaspiele. Nach der Saison wurde sein Vertrag aufgelöst.

## Erfolge
Nara Club
- Japanischer Viertligameister: 2022  ▲